# Phymata arctostaphylae
Phymata arctostaphylae är en insektsart som beskrevs av Van Duzee 1914. Phymata arctostaphylae ingår i släktet Phymata och familjen rovskinnbaggar. Inga underarter finns listade i Catalogue of Life.